# 디애나 (가수)
디애나(본명: 조은애(曺恩愛), 1995년 9월 10일 ~ )는 대한민국의 과거 걸 그룹 소나무의 메인래퍼를 맡았다.
소나무 해체 이후 연예계를 떠나 일반인으로 환원되었다.

## 학력
- 서울개원초등학교
- 구룡중학교
- 서울공연예술고등학교
- 동덕여자대학교 방송연예과

## 출연 작품

### 텔레비전 프로그램
- 2017년 《아이돌 드라마 공작단》 - 고정 출연
- 2018년 《All about 美 주간 뷰티끌레르》 - 고정 출연
- 2018년 《내추럴로맨스》 - 기찬 옛애인 역

### 뮤직비디오
- 2012년 "하지마 (Stop It)" (B.A.P 곡)

## 기타
- 큰 체격과 강인하게 생긴 외모와는 다르게 겁이 상당히 많다.